# Національне шосе 92 (Естонія)
Національне шосе 92 (також відома як шосе Тарту-Вільянді-Кілінгі-Нимме) — починається від околиці Тарту від Иссу. Шосе Тарту-Вільянді-Кілінгі-Нимме проходить в Естонії по шляху зі сходу на захід. Шосе закінчується за Кілінгі-Нимме, де з’єднується з T6.

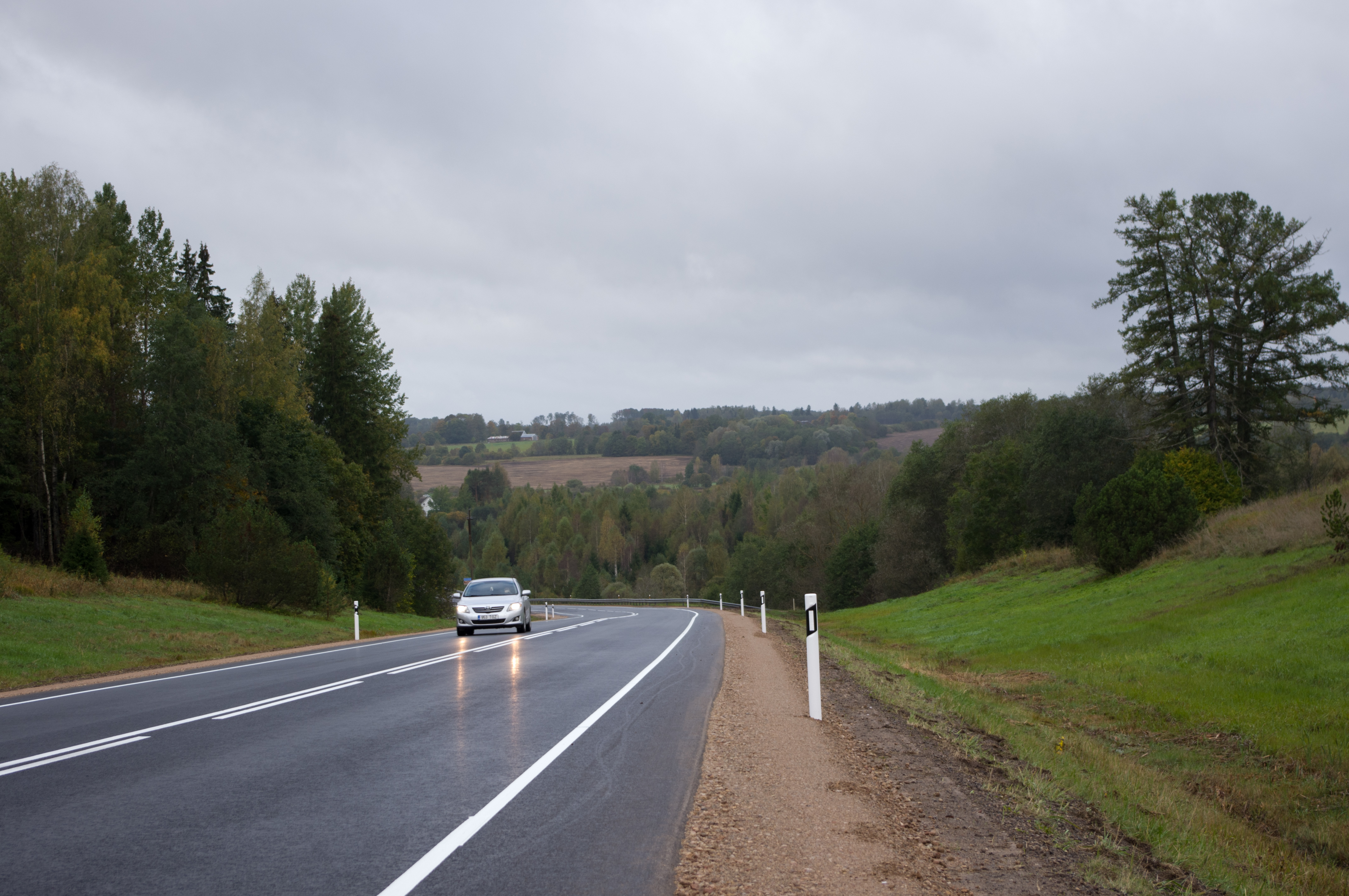
Дорога навколо Вільянді